# Nepalesische Badmintonmeisterschaft 1962
Die Nepalesische Badmintonmeisterschaft 1962 fand in Kathmandu statt. Es war die siebente Auflage der nationalen Titelkämpfe von Nepal im Badminton.

## Titelträger
| Disziplin    | Sieger                      |
| ------------ | --------------------------- |
| Herreneinzel | T. Nsete                    |
| Dameneinzel  | nicht ausgetragen           |
| Herrendoppel | Akrur N. Rana S. B. Basnyat |
| Damendoppel  | nicht ausgetragen           |
| Mixed        | nicht ausgetragen           |